# Пісари (Нижньосілезьке воєводство)
Пісари (пол. Pisary, нім. Schreibendorf) — село в Польщі, у гміні Мендзилесе Клодзького повіту Нижньосілезького воєводства.
Населення — 135 осіб (2011).

## Демографія
Демографічна структура станом на 31 березня 2011 року:
|          | Загалом | Допрацездатний вік | Працездатний вік | Постпрацездатний вік |
| -------- | ------- | ------------------ | ---------------- | -------------------- |
| Чоловіки | 74      | 17                 | 51               | 6                    |
| Жінки    | 61      | 11                 | 30               | 20                   |
| Разом    | 135     | 28                 | 81               | 26                   |